# الجمهورية العربية الإسلامية
الجمهورية العربية الإسلامية، هو مشروع وحدة بين تونس وليبيا أعلن عنه في 12 يناير 1974 بين الرئيس التونسي السابق الحبيب بورقيبة والرئيس الليبي السابق معمر القذافي. جاء إعلان الوحدة بصفة مفاجئة بعد انعقاد مقابلة للقائدين في جزيرة جربة إثر زيارة غير مبرمجة للقذافي. كان الاتفاق يقتضي بتولي بورقيبة منصب الرئيس، القذافي منصب نائب الرئيس، عبد السلام جلود منصب الوزير الأول ووزير الخارجية التونسي محمد المصمودي منصب نائب الوزير الأول. كان مقرراً أن يتم المصادقة على الاتفاق بعد إقامة استفتاء في البلدين، لكن أمام عدم ورود نص في الدستور التونسي حول إجراء استفتاء عام تم تأجيله. وقع في النهاية إبطال الاتفاق بعد رفضه من قبل عدد من السياسيين التونسيين على رأسهم الوزير الأول الهادي نويرة، وعدول بورقيبة عنه. أدى إبطال الاتفاق إلى توتر كبير في العلاقة بين بورقيبة والقذافي.

## إعلان جربة
في 11 يناير 1974، تم توقيع إعلان جربة من قبل بورقيبة والقذافي، والذي ألزم الدولتين بالاتحاد لتشكيل دولة واحدة تُسمى "الجمهورية العربية الإسلامية". تم التوقيع على الاتفاقية في جزيرة جربة، ولذلك يُعرف الإعلان أيضًا باسم "إعلان جربة" وكان من المقرر إجراء استفتاء في كل من الدولتين للتصويت على المسألة. تُظهر هذه الخطوة المفاجئة من جانب القذافي سعيًا مختلفًا نحو الوحدة مقارنةً بمحاولة الاتحاد الكامل مع مصر، والتي لم تُكلَّل بالنجاح بعد مفاوضات طويلة. ومن المحتمل أن بورقيبة كان هو المبادر الأصلي بفكرة الاتحاد بين ليبيا وتونس، إذ كان يبحث عن حليف إقليمي، كما كان يرغب في "إبعاد ليبيا عن مصر".
شكل الاتفاق مفاجأة للمراقبين، إذ كان يُعتقد أن بورقيبة لا يؤيد الفكرة، جزئيًا بسبب التوترات التي أثارها خطاب القذافي في تونس في ديسمبر 1972. ومن الممكن أن تغير موقفه كان متأثرًا بوجود 30,000 تونسي يعملون في ليبيا آنذاك، مما ساهم في دعم الاقتصاد التونسي. ونظرًا لأن تونس كانت تعاني من فائض في اليد العاملة، وديون خارجية قدرها مليار ، ونقص في الموارد الطبيعية، فإن اتحادًا اقتصاديًا مع ليبيا الغنية بالموارد والفقيرة بالعمالة كان يبدو بديلًا جذابًا. ولا يُعرف تمامًا لماذا وافق بورقيبة على الاتحاد، لكن المعروف أن اتفاق جربة قوبل بالريبة من قبل التونسيين والجزائريين، وكذلك على المستوى الإقليمي والدولي.
كان من المفترض أن تتمتع الجمهورية العربية الإسلامية بـ"دستور موحد، وجيش موحد، ورئيس موحد". وبموجب الاتفاق، كان من المقرر أن يكون بورقيبة هو الرئيس، بينما أراد القذافي الاحتفاظ بوزارة الدفاع. قبل إعلان جربة، تم توقيع عدة اتفاقيات بين الدولتين تتعلق بقضايا منفصلة مثل "التجارة، والرسوم الجمركية، والاستثمار، وتنظيم العمالة المهاجرة، والضمان الاجتماعي، وإنشاء شركة شحن مشتركة"، لكن لم يُعلن أن هذه الاتفاقيات تسعى لتوحيد الدولتين. وقد جاء دعم الاتحاد، بخلاف بورقيبة، من بعض المسؤولين في الحكومة التونسية، ظنًّا منهم أنه سيفيد الاقتصاد التونسي؛ وكان أبرز الداعمين له وزير الخارجية التونسي محمد المصمودي.
مدة استمرار هذا الاتحاد محل خلاف، فهناك مصدر يشير إلى أنه استمر شهرًا واحدًا، وآخر يقول إنه دام يومًا واحدًا فقط، وثالث يذكر أنه استمر عدة أيام. ولكنه في كل حال لم يُنفذ على أرض الواقع. والمعروف أن تونس أعادت النظر في الاتفاق بعد توقيعه بفترة وجيزة، إذ كانت تؤيد الفوائد الاقتصادية من الاتحاد، لكنها لم تكن مستعدة للتنازل عن السيادة الوطنية. ولهذا، رفض الحزب الاشتراكي الدستوري في تونس خطط الاتحاد، معتبرًا أن الترتيبات لم تكن واضحة بما فيه الكفاية، ولم تشمل طريقة تنظيم المؤسسات السياسية، مما دفع بورقيبة إلى التراجع عن قراره بتشكيل الجمهورية العربية الإسلامية. وتم تأجيل الاستفتاء في تونس إلى 20 مارس 1974، كما أُعلن في 12 يناير 1974. وبعد انسحاب بورقيبة من الاتفاق، تم إقالة أبرز مؤيديه، وزير الخارجية التونسي المصمودي.
قبل انهيار الاتفاق، كان القذافي يعتقد أن اتحادًا واحدًا في المنطقة سيؤدي إلى توحيد إقليمي، ومن ثم إلى توحيد العالم العربي بأسره. وبعد إعلان الاتحاد وما تبعه من فشل، تم التشكيك في حُسن تقدير بورقيبة وقدرته على قيادة تونس، خاصة بعد إعلانه الاتحاد مع ليبيا. وعلّق الصحفي التونسي بشير بن يحمد قائلاً: "بالنسبة لي، مات [بورقيبة] في يناير 1974، في جربة، عندما وقّع خلال دقائق قليلة في مواجهة مباشرة مع القذافي على ذلك الميثاق الشهير للوحدة على ورقة فندقية".